# 토드 엘콧
토드 엘콧(Todd Alcott, 1961년 10월 22일 ~ )은 미국의 배우, 각본가, 영화 감독이다.
크리스털레이크에서 태어났다.

## 영화
- 더 아큐펀츠 (2014년)
- 더 벤트풋스 (2008년)
- 그래스하퍼 (2003년)
- 개미 (1998년)
- 허드서커 대리인 (1994년)